# Me (kana)
Me (romanização do hiragana め ou katakana メ) é um dos kana japoneses que representam um mora. No sistema moderno da ordem alfabética japonesa (Gojūon), ele ocupa a 34.ª posição do alfabeto, entre Mu e Mo.
| Forma                   | Romaji     | Hiragana                   | Katakana                   |
| ----------------------- | ---------- | -------------------------- | -------------------------- |
| Normal m- (ま行 ma-gyō) | me         | め                         | メ                         |
| Normal m- (ま行 ma-gyō) | mei mee mē | めい, めぃ めえ, めぇ めー | メイ, メィ メエ, メェ メー |

## Formas alternativas
No Braile japonês, め ou メ são representados como:
| ● | ● |
| ● | ● |
| ● | ● |

O Código Morse para め ou メ é: －・・・－

## Traços

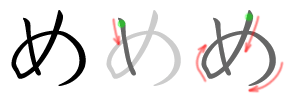
Seqüência de traços para escrita do め

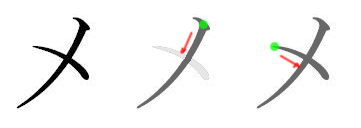
Seqüência de traços para escrita do メ